# Cornelius Sim
Cornelius Sim (ur. 16 września 1951 w Serii, zm. 29 maja 2021 w Taoyuan) – brunejski duchowny rzymskokatolicki, wikariusz apostolski Brunei w latach 2004–2021, kardynał prezbiter od 2020.

## Życiorys
Urodził się 16 września 1951 w Serii. Studiował inżynierię na Uniwersytecie w Dundee w Szkocji, a następnie pracował przez dziesięć lat dla firmy Royal Dutch Shell. W trakcie studiów przestał praktykować wiarę, jednak po śmierci ojca wstąpił do seminarium duchownego. Pełnił również funkcję administratora kościoła św. Józefa w Kuala Belait. Na diakona został wyświęcony 28 maja 1989, natomiast święceń prezbiteratu udzielił mu 26 listopada 1989 Anthony Lee Kok Hin, biskup diecezjalny Miri. Został drugim rodowitym kapłanem z Brunei w historii kraju. Uzyskał tytuł magistra teologii na Franciszkańskim Uniwersytecie w Steubenville, w Stanach Zjednoczonych.
W latach 1989–1995 pracował duszpastersko w Brunei. W 1995 został mianowany wikariuszem generalnym dla Brunei. 21 listopada 1997 papież Jan Paweł II erygował prefekturę apostolską Brunei i mianował go pierwszym prefektem apostolskim. Urząd objął 22 lutego 1998.
20 października 2004 papież Jan Paweł II wyniósł prefekturę apostolską do rangi wikariatu apostolskiego i mianował go pierwszym wikariuszem, a także biskupem tytularnym Putia in Numidia. Święcenia biskupie otrzymał 21 stycznia 2005 w kościele Wniebowzięcia Najświętszej Maryi Panny w Bandar Seri Begawan. Głównym konsekratorem był arcybiskup Salvatore Pennacchio, nuncjusz apostolski w Mjanmie, Malezji, Laosie i Brunei, a współkonsekratorami John Ha Tiong Hock, arcybiskup metropolita Kuching, i Anthony Lee Kok Hin, biskup diecezjalny Miri. Jako zawołanie biskupie przyjął słowa „Duc in Altum” (Wypłyń na głębię).
25 października 2020 podczas modlitwy Anioł Pański papież Franciszek ogłosił, że mianował go kardynałem. Kreowany kardynałem prezbiterem św. Judy Tadeusza 28 listopada 2020. Ze względu na pandemię COVID-19 i obostrzenia związane z podróżami nie mógł uczestniczyć w konsystorzu.
Zmarł 29 maja 2021 wskutek nagłego zatrzymania krążenia, w szpitalu w Taoyuan na Tajwanie, gdzie przechodził leczenie nowotworu.